# Messier 72
Messier 72 (také M72 nebo NGC 6981) je kulová hvězdokupa v souhvězdí Vodnáře. Objevil ji Pierre Méchain 29. srpna 1780. Hvězdokupa je od Země vzdálená okolo 55 500 světelných let.

## Pozorování

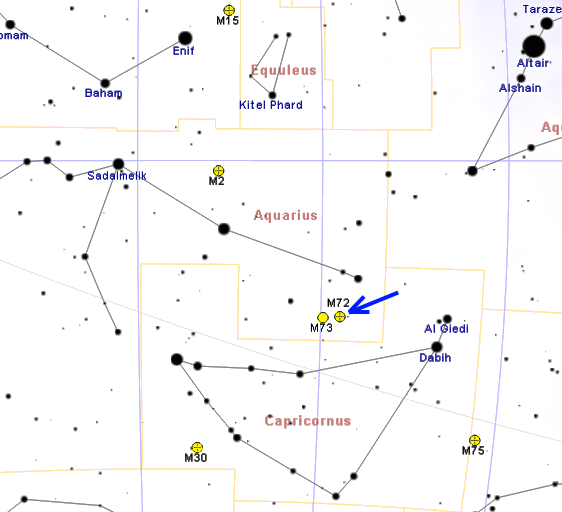
Poloha M 72 v souhvězdí Vodnáře.

M72 leží v západní části souhvězdí přibližně 3° jihovýchodně od hvězdy čtvrté magnitudy Albali (ε Aquarii). Pokud je středně vysoko nad obzorem, je možné ji při průzračně tmavé obloze vyhledat i triedrem 10x50, ale protože patří mezi kulové hvězdokupy těžko rozložitelné na jednotlivé hvězdy, má pouze mlhavý vzhled a o moc lépe nevypadá ani v malých dalekohledech. Několik jednotlivých hvězd je v ní možné rozeznat až pomocí dalekohledu o průměru 250 mm a při velkém zvětšení.
1,5° východně od hvězdokupy leží asterismus Messier 73 a 3° severovýchodně planetární mlhovina NGC 7009.
M72 je možno jednoduše pozorovat ze všech obydlených oblastí Země, protože má dostatečně nízkou jižní deklinaci. Přesto je těžko pozorovatelná v severní Evropě a Kanadě, tedy za polárním kruhem, ale ve střední Evropě vychází dostatečně vysoko nad obzor. Na jižní polokouli je hvězdokupa dobře viditelná vysoko na obloze během jižních zimních nocí a v jižní části tropického pásu je možno ji vidět přímo v zenitu. Nejvhodnější období pro její pozorování na večerní obloze je od července do listopadu.

## Historie pozorování
Hvězdokupu objevil Pierre Méchain 29. srpna 1780 a v ten samý rok ji 7. a 8. října pozoroval Charles Messier, aby ji poté zahrnul do svého katalogu. Oba ji považovali za těžko rozeznatelnou mlhovinu. Jednotlivé hvězdy v ní poprvé rozeznal William Herschel, který ji popsal jako kulatou kupu hvězd, jejíž slabé hvězdy na okraji se od kulatého tvaru odchylují.

## Vlastnosti
M72 je od Země vzdálena okolo 55 500 světelných let a přibližuje se k ní rychlostí 184 km/s. V rámci Messierova katalogu patří mezi od Země nejvzdálenějších objektů, které patří do Galaxie. Zdánlivý průměr hvězdokupy je 6,6'.
Hvězdokupa je považována za jednu z nejmladších kulových hvězdokup, protože obsahuje modré obry a proměnné hvězdy typu RR Lyrae.